# Kevin Saunderson

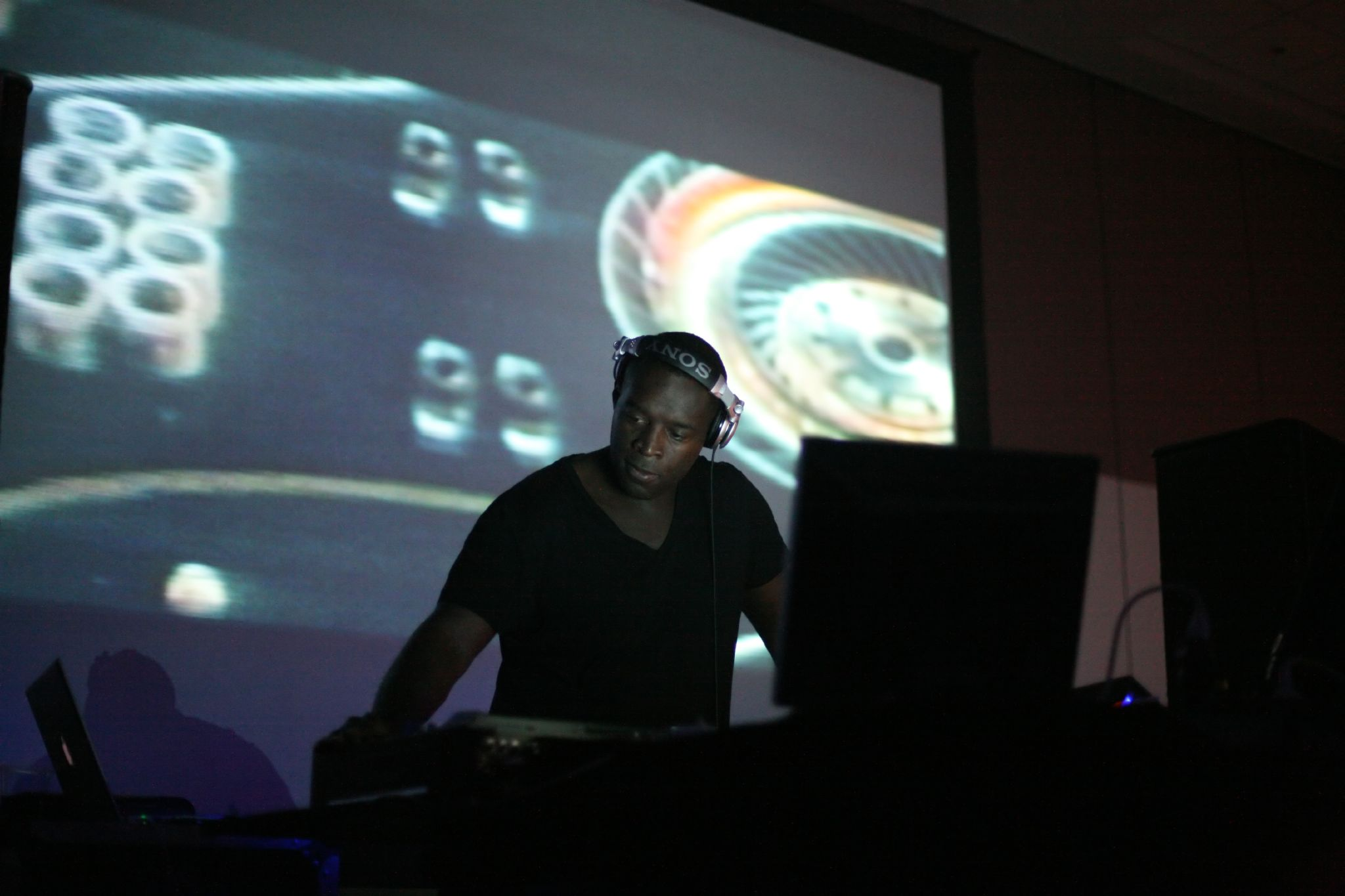
Kevin Saunderson 2006 in Melbourne

Kevin Maurice Saunderson (* 5. September 1964 in Brooklyn, New York) ist ein US-amerikanischer Techno-Musiker und DJ.

## Leben
Kevin Saunderson besuchte gemeinsam mit Juan Atkins und Derrick May die Belleville High School in Detroit, Michigan. Die seitdem sogenannten Belleville Three gelten als Begründer des elektronischen Tanzmusikstils Detroit Techno. Saunderson feierte Ende der 1980er Jahre mit seinem Musikprojekt Inner City Chart-Erfolge.
Er gründete das Label KMS Records, auf dem er etwa unter den Projektnamen Reese, E-Dancer und Tronik House Titel wie The Sound, Bounce Your Body To The Box, The Groove That Won’t Stop und Rock To The Beat veröffentlichte.
Die 1997 erschienene Compilation Faces & Phases gibt einen Überblick über seine wichtigsten Veröffentlichungen.